# Granville (Trinidad y Tobago)
Granville es una localidad de Trinidad y Tobago, que forma parte de la región de Siparia.

## Geografía
La localidad abarca parte de la isla Trinidad y limita al norte con el golfo de Paria, al sur y oeste con Coromandel y al este con Bois Bough.

## Demografía
Datos demográficos de la localidad de Granville:
| Gráfica de evolución demográfica de Granville entre 2000 y 2011 |
|                                                                 |